# Jacobo de Bulgaria
Jacobo (en búlgaro: Яков) fue un noble búlgaro, cuarto hijo del kniaz (príncipe) Boris I de Bulgaria y la princesa María.  Sus hermanos fueron Vladimir I, Gabriel, Simeón I, Eufrasia y Ana. No se sabe mucho sobre Jacobo, probablemente murió joven. Su nombre es registrado en el colofón del famoso «Evangelio de Cividale» de 867, que enumera la descendencia de Boris I: «Vladimir, Gabriel, Simeón, Jacobo, Eufrasia y Ana».